# Cantiere Navale Visentini
Cantiere Navale Visentini ist eine italienische Werft mit Sitz in Porto Viro, an einem Arm des Podeltas in der Nähe von Venedig. Das Familienunternehmen ist eine der führenden Werften Europas für den Bau von RoPax-Fähren wie die Visentini-Klasse.
Cantiere Navale Visentini besitzt, gemeinsam mit der Spedition Tositti, die Joint Venture Visemar di Navigazione.

## Geschichte
Cantiere Navale Visentini wurde 1963 von Francesco und Attilio Visentini gegründet. Die Werft, die zu den wichtigsten Arbeitgebern der Region gehört, konzentrierte sich anfangs auf den Bau von Pontons und Offshorefahrzeugen. In den 1980er Jahren begann die Werft, ihren Fokus auf den Bau von RoRo- und RoPax-Schiffen zu setzen.
Zwischen 2011 und 2013 musste die Werft aufgrund von fehlenden Aufträgen vorübergehend geschlossen werden.

## Infrastruktur
Das Werftgelände erstreckt sich über 250.000 Quadratmeter. Auf rund 100.000 Quadratmetern stehen verschiedene Gebäude der Werft, außerdem befindet sich auf dem Gelände ein 230 Meter langes Baudock.